# Ringsheim
Ringsheim är en kommun och ort i Ortenaukreis i regionen Südlicher Oberrhein i Regierungsbezirk Freiburg i förbundslandet Baden-Württemberg i Tyskland.
Kommunen ingår i kommunalförbundet Ettenheim tillsammans med städerna Ettenheim och Mahlberg samt kommunerna Kappel-Grafenhausen och Rust.